# Lelio Luttazzi
Lelio Luttazzi né à Trieste le 27 avril 1923 et mort dans cette même ville le 8 juillet 2010 est un compositeur, musicien, acteur, chanteur, chef d'orchestre, écrivain et présentateur  de radio et télévision italien.

## Biographie
Né à Trieste, Lelio Luttazzi a commencé à jouer du piano à Radio Trieste et à composer ses premières chansons pendant la Seconde Guerre mondiale quand il était étudiant en droit à l'Université de Trieste .  Après la guerre, la SIAE lui verse pour ses droits d'auteur 350 000 lires , une somme considérable pour l'époque.  Il décide donc de devenir compositeur à temps plein et en 1948, iledéménagé à Milan, où il commence à travailler avec  Teddy Reno à la maison de disques CGD. Il figure parmi les premiers compositeurs à placer des morceaux de jazz dans les chansons italiennes,.
Lelio Luttazzi est artiste aux multiples facettes. Il a travaillé dans des revues et au cinéma comme acteur et compositeur de bandes sonores  ; il était aussi présentateur à la télévision et à la radio réussie et a probablement atteint le sommet de sa popularité avec le programme de radio Hit Parade, un des programmes les plus pérennes de radio diffusé en Italie,,. 
Au début des années 1970 Lelio Luttazzi a trempé conjointement avec Walter Chiari dans une histoire de drogue. Luttazzi est allé en prison pendant un mois avant d'être acquitté par la formule «parce que le fait n'existe pas», mais à partir de là il mène une vie réservée, revenant rarement sous les projecteurs,.

## Filmographie partielle
Compositeur
- 1951 : I due sergenti
- 1956 :
  - Totò, Peppino et la Danseuse (Totò, Peppino e... la malafemmina)
  - Totò quitte ou double (Totò lascia o raddoppia?) de Camillo Mastrocinque
- 1957 : 
  - Peppino, le modelle e... "chella llà" de Mario Mattoli
  - Souvenirs d'Italie
- 1958 : 
  - Venise, la Lune et toi
  - Adorabili e bugiarde
- 1960 : 
  - Le Vainqueur de l'espace (Space Men) d'Antonio Margheriti
  - Larmes de joie
- 1965 : Play-Boy Party (L'ombrellone)
- 1975 : Di che segno sei?
- 1976 :Bluff
- 1977 : 
  - La presidentessa
  - Maschio latino cercasi

Acteur
- 1960 : L'avventura
- 1961 : Gli attendenti
- 1964 : La Rancune
- 1965 : Play-Boy Party
- 1966 : 
  - Aujourd'hui, demain et après-demain
  - Mi vedrai tornare
- 1972 : Grande slalom per una rapina